# Filip van Montmorency-Nivelle
Filip van Montmorency-Nivelle conegut com a comte d'Horne (nascut probablement al Castell d'Ooidonk al comtat de Flandes, 1524 — mort decapitat a Brussel·les el 5 de juny del 1568) era un noble flamenc, comte d'Horne (o Hoorne), conseller, almirall i governador militar.
Va ser conseller de Margarida de Parma, governadora dels Països Baixos espanyols. Va ser capitá de l'Exèrcit de Flandes. El 1555 va esdevenir governador militar de Gueldre i el 1556 va esdevenir cavaller de l'Orde del Toisó d'Or. El 1558 va succedir a Maximilià II de Borgonya com almirall de la flota que el 1559 va conduir Felip II des dels Països Baixos cap a Espanya i es va quedar a la cort de Madrid fins al 1563.
Va participar en l'oposició dels nobles de les Disset Províncies contra la dominació espanyola i sobretot contra la repressió violenta i la intolerància religiosa de l'inquisidor i cardenal Antoine Perrenot de Granvelle (1517-1586). Montmorrency, Egmont i Guillem d'Orange volien evitar que s'implanti la inquisició i cercaven un modus vivendi on protestants i catòlics podien conviure en pau. En cercar una solució moderada va participar en l'elaboració del Pacte de Breda (1566).
Els protestants que eren majoritaris en la zona, van ocupar la ciutat de Tournai i enderrocaven les estàtues dels sants a les esglésies, Montmorrency hi va anar per pacificar i assajar de trobar un pacte. Va negociar que els protestants liberessin les esglésies, i en bescanvi llur va acordar el dret de construir extra muros esglésies per practicar la seva religió. Aquest pacte no va agradar ni a la governadora, ni al govern a Madrid i el rei Felip II, i va ser destituït. Decebut es va retirar al seu castell a Weert.
El 9 de setembre del 1567, duc d'Alba, successor tirànic de Margarida el va convidar amb una trampa per un dinar «amical» a Brussel·les amb Lamoral d'Egmont, després del qual ambdós van ser arrestats i conduïts al Castell des Espanyols a Gant. El Tribunal dels Tumults, presidit per Alba va condemna'l a mort per «per resistència contra l'inquisició del cardenal Granvelle, per manca d'energia en la repressió dels iconoclastes protestants, per sostenir i fomentar la heretgia i per conspirar amb Guillem d'Orange contra el Rei d'Espanya.» Lluny de pacificar el país, l'execució d'Egmont i Horne i la repressió cruel va vigoritzar la rebel·lió contra Espanya i es considera com una de les causes majors de la Guerra dels Vuitanta Anys.